# Эндрюс, Ланселот
Ero Преосвященство Ланселот Эндрюс (1555—25 сентября 1626) — видный деятель англиканской церкви, епископ, учёный, теолог, известный в Англии XVlI века автор проповедей и богословских трудов, написанных «метафизическим стилем».

## Биография
Родился в известной в Суффолке семье. С 1571 по 1578 год изучал теологию в Кембриджском университете, где получил докторскую степень. С 1589 по 1605 год — магистр Пемброк-колледжа (Кембридж).
Привлёк внимание Елизаветы I своими проповедями.
Служил прелатом, впоследствии епископом Чичестера (1605—1609), Или (1609—1619) и Уинчестера (1619—1626).
Видный учёный и знаменитый проповедник, приближенный к королевскому двору Елизаветы I и Якова I, центральная фигура в Хэмптонкортской конференции по вопросам церковной реформы (1603—1604), где был рассмотрен ряд ошибок в предшествующих переводах Библии, в первую очередь, в официально принятой Англиканской церковью Епископской Библии, и было принято решение о создании нового перевода, активный участник подготовки авторизованной версии английской Библии (Библия короля Якова, 1611).
Вёл переписку с Роберто Беллармином, иезуитом, богословом-полемистом, кардиналом и великим инквизитором Католической Церкви по вопросу королевской власти в Англии.
Играл важную роль в развитии теологии англиканской церкви.

## Избранные издания Ланселота Эндрюса
- 11-томное собрание сочинений Л. Эндрюса (Оксфорд, 1841—1854)
- 5 монументальных томов проповедей Эндрюса в серии «Библиотека англо-католического богословия»
- «Семнадцать проповедей о Рождестве»
- «Рождественская проповедь» (1622).

## Память
- 25 сентября отмечается в англиканской церкви как день памяти Ланселота Эндрюса.